# Planeta skarbów
Planeta skarbów (ang. Treasure Planet, 2002) – amerykański film animowany, familijny wyprodukowany przez Walt Disney Feature Animation. Scenariusz filmu oparto na powieści Roberta Louisa Stevensona pt. Wyspa skarbów.
Serwis Rotten Tomatoes przyznał mu wynik 68%.

## Obsada głosowa
| Aktor                | Rola          |
| -------------------- | ------------- |
| Joseph Gordon-Levitt | Jim Hawkins   |
| Brian Murray         | John Silver   |
| David Hyde Pierce    | dr Doppler    |
| Emma Thompson        | kpt. Amelia   |
| Martin Short         | B.E.N.        |
| Michael Wincott      | Scroop        |
| Laurie Metcalf       | Sarah Hawkins |
| Roscoe Lee Browne    | pan Arrow     |
| Patrick McGoohan     | Billy Bones   |
| Dane A. Davis        | Morph         |
| Corey Burton         | Onus          |
| Austin Majors        | Młody Jim     |
| Tony Jay             | Narrator      |

## Wersja polska
Opracowanie wersji polskiej: Start International Polska

Reżyseria: Joanna Wizmur

Dialogi polskie: Elżbieta Łopatniukowa

Dźwięk i montaż: Janusz Tokarzewski

Kierownictwo produkcji: Paweł Araszkiewicz

Tekst piosenki: Janusz Onufrowicz

Kierownictwo muzyczne: Marek Klimczuk

Piosenkę nagrano w: STUDIO BUFFO

Realizacja nagrania piosenki: Jarosław Regulski

Opieka artystyczna: Maciej Eyman

W wersji polskiej udział wzięli:
- Krzysztof Dębski – Jim Hawkins
- Krzysztof Bednarek – Mały Jim
- Janusz Gajos – John Silver
- Andrzej Mastalerz – dr Doppler
- Joanna Szczepkowska – kpt. Amelia
- Wojciech Paszkowski – B.E.N.
- Jan Janga-Tomaszewski – Scroop
- Joanna Jeżewska – Sara Hawkins
- Marek Obertyn – pan Arrow
- Janusz Rafał Nowicki – Billy Bones
- Janusz Zakrzeński – Narrator
- Janusz Zadura – Onus

oraz
- Anna Apostolakis
- Małgorzata Rożniatowska
- Ewa Ziętek
- Monika Pikuła
- Julia Kołakowska
- Krzysztof Banaszyk
- Andrzej Gawroński
- Krzysztof Kołbasiuk
- Adam Bauman
- Antonina Girycz
- Janusz Wituch
- Jarosław Boberek
- Jarosław Domin
- Zbigniew Konopka
- Jan Kulczycki
- Jacek Mikołajczak
- Dariusz Odija
- Ryszard Olesiński
- Jacek Bursztynowicz
- Cezary Nowak
- Andrzej Chudy
- Marcin Sanakiewicz
- Paweł Szczesny
- Krzysztof Zakrzewski

i inni
Piosenkę Jestem kimś śpiewa: Norbert Śliwka

Produkcja polskiej wersji językowej: Disney Character Voices International, Inc.

## Ekipa
| Zawód                 | Nazwisko |
| --------------------- | --- |
| Reżyseria             | John Musker Ron Clements |
| Producent             | Roy Conli John Musker Ron Clements |
| Pomysł                | John Musker Ron Clements Ted Elliot Terry Rossio |
| Scenariusz            | John Musker Ron Clements Rob Edwards |
| Na podstawie powieści | Roberta Louisa Stevensona |
| Piosenki              | Johnny Rzeznik |
| Muzyka                | James Newton Howard |
| Asystent producenta   | Peter Del Vecho |
| Scenografia           | Andy Gaskill |
| Montaż                | Michael Kelly |
| Animacje              | Glen Keane (John Silver) John Ripa (Jim Hawkins) Ken Duncan (Kapitan Amelia & Scroop) Sergio Pablos (Dr Doppler) Oskar Urretabizkaia (B.E.N.) Michael Show (Morph) Jared Beckstrand (Sarah) T. Daniel Hofstedt (Pan Arrow) Nancy Beiman (Billy Bones) Ellen Woodbury (Załoga) Brian Ferguson (Onus) Marc Smith (Hands) John Pomeroy (Kapitan Flynt) |

## Soundtrack
1. "I’m Still Here (Jim’s Theme)" – Johnny Rzeznik
2. "Always Know Where You Are" – BBMak
3. "12 Years Later"
4. "To The Spaceport"
5. "Rooftop"
6. "Billy Bones"
7. "The Map"
8. "Silver"
9. "The Launch"
10. "Silver Comforts Jim"
11. "Jim Chases Morph"
12. "Ben"
13. "Silver Bargains"
14. "The Back Door"
15. "The Portal"
16. "Jim Saves the Crew"
17. "Silver Leaves"